# Christopher Vose
Pour les articles homonymes, voir Vose.
Christopher Vose (né le 27 janvier 1887 à Preston et décédé le 22 août 1970 à Warrington) est un athlète britannique spécialiste du fond. Il était affilié au Warrington Athletic Club.

## Biographie

### Palmarès
| Date | Compétition           | Lieu   | Résultat | Épreuve          | Performance |
| ---- | --------------------- | ------ | -------- | ---------------- | ----------- |
| 1920 | Jeux olympiques d'été | Anvers | 19e      | Cross individuel |             |
| 1920 | Jeux olympiques d'été | Anvers | 2e       | Cross par équipe | 21 pts      |